# Le Trône de Satan (roman)
Le trône de Satan (titre original : The Heirloom) est un roman d'horreur écrit par Graham Masterton, publié en 1981 par l'édition Sphere Book Ltd. En juin 1982, l'édition américaine Pocket Books republia le roman Le trône de Satan sous le pseudonyme Thomas Luke. Il a été traduit et publié en France 1993 par la maison d'édition Pocket. 
Écrit à la première personne, le roman relate les déboires de Ricky Delatolla, un antiquaire américain habitant Rancho Santa Fe, qui reçoit un jour (et malgré lui) un fauteuil possédé qui va finir par lui pourrir la vie.

## Résumé
Rick Dellatolla, un expert en antiquités, mène une vie confortable avec sa femme Sara et leur jeune fils Jonathan à Rancho Santa Fe, dans le nord du comté de San Diego. Lorsqu'un brocanteur d'antiquités lui présente un superbe fauteuil sculpté en acajou. Les figures représentées sont un visage démoniaque, des serpents, et un dossier incorporant d'innombrables figures terrifiées en train de chuter. Rick perçoit immédiatement la valeur potentielle de l'objet. Cependant, il est surpris et méfiant lorsque le vendeur, Grant, est prêt à le laisser partir pour un prix modique. En dépit de ses doutes, et bien malgré lui, Rick ramène la chaise chez lui.  
La lourde chaise est d'abord traînée dans le garage et verrouillée, mais le lendemain, elle est retrouvée dans la bibliothèque de la maison. Après que Grant soit décédé dans un accident, son avocat menace d'intenter une action en justice si la chaise est rendue. Les serpents sur la chaise s'animent alors que Rick tente de la ramener dans le garage. Au bout de quelques, toute la végétation autour de la maison se flétrit. Rick se résigne à se débarrasser du fauteuil. En voulant le fauteuil diabolique dans un lac, Rick manque de tomber à l'eau, ses mains étant soudainement liée à la chaise.
Un collectionneur anglais du nom de David Sears arrive à la maison. Il s'intéresse de près à la chaise, qui est revenue d'elle-même, en parfait état. Rick essaie de laisser l'homme la prendre, mais le chien de la famille est tué par un étrange insecte qui disparaît ensuite par le dossier de la chaise. Il entreprend de détruire la chaise à la hache. Au premier coup, Jonathan hurle. Une profonde coupure défigure le visage du fils de Rick. Sous le choc, le garçon tombe dans le coma. Une voix malveillante dans la tête de Rick lui dit qu'il ne pourra jamais se débarrasser de la chaise tant qu'il n'aura pas accepté le marché qu'elle lui propose.
Rick apprend plus tard que la chaise a été fabriqué au XVIIIème siècle pour donner "la chance du diable" à un joueur indigent qui est devenu riche par la suite. Mais le prix a payé fut une mort atroce des proches. D'ailleurs tous les propriétaires suivants subiront le même sort funèbre. David Sears veut utiliser la chaise pour ramener sa femme morte à la vie en échange d'un missile qu'il utilisera pour détruire un bâtiment rempli de délégués à la Convention. Le diable est sur le point d'avoir suffisamment d'âmes pour exercer sa domination sur la Terre, et la chaise est prête à passer de Rick à Sears.
Cependant, une voix légère dans la tête de Rick lui dit que son fils a été protégé car il est un "innocent" que le diable ne peut pas influencer. Avec l'aide d'une force du bien non révélée, Rick, Sara et Jonathan parviennent à déjouer les plans de David Sears et à détruire la chaise ainsi que le bâtiment. Maintenant, ils doivent juste trouver une histoire crédible pour expliquer ce qui s'est passé aux autorités.
La chaise est prête à se libérer de Rick pour tomber dans les mains de Sears, car cela donnera au diable presque assez d'âmes pour exercer sa domination sur la Terre. Jonathan se réveille à l'hôpital. Une autre voix, étrangement douce, soutient Rick que son fils sera épargné. 
Rick, Sara et Johnathan se frayent un chemin dans la propriété de David Sears. Le fauteuil diabolique est là. David Sear menace de tuer des centaines de personnes en lançant un missile. Rick, son épouse et son fils parviennent à déjouer les plans  de David Sears qui sera tué. La chaise et la plupart du bâtiment sont détruits par le missile. Maintenant, Rick et Sara ont juste besoin de raconter une histoire crédible aux autorités pour expliquer ce qui s'est passé.

## Incipit du roman
« Comment avait-il pu garer ce monstrueux camion noir devant ma porte sans que je m'en aperçoive, ça, je ne le saurai jamais. Toujours est-il que lorsque, râteau en main, j'ai fait le tour de la maison, pour ramasser les feuilles d'eucalyptus, il était là. Grand, silencieux et revêtu d'un de ces longs cache-poussière gris qu'aime qu'aiment à porter les déménageurs et les cireurs de meubles. Son visage était long et blême comme un polochon, ses mains étaient fourrées dans ses poches et ses yeux se cachaient derrière les plus petites lunettes de soleil que j'ai jamais vues. »